# روهيت شرما
روهيت جورونات شرما (ولد في 30 أبريل 1987) هو لاعب كريكت هندي وكابتن منتخب الهند للكريكت في مباريات ون دي إنترناشيونال، وكان سابقًا قائدًا في مباريات الاختبار وT20I. يُعتبر على نطاق واسع واحدًا من أعظم مفتاحي الضرب في مباريات ون دي على مر العصور. هو لاعب ضارب بيد يمنى يلعب مع فريق مومباي إنديانز في الدوري الهندي الممتاز ومع فريق مومباي في الكريكت المحلي. قاد روهيت الهند إلى الفوز في كأس العالم لكرة الكريكت 2024 للرجال، وبعد ذلك أعلن اعتزاله مباريات T20I،  وكذلك بطولة رابطة الكريكيت الدولية 2025. كما كان عضوًا في الفريق الذي فاز بكأس العالم T20 عام 2007، وبطولة رابطة الكريكيت الدولية 2013، حيث شارك في نهائيات كلا البطولتين.
يحمل شرما عدة أرقام قياسية في الضرب منها الأكثر تسجيلًا في مباريات توينتي توينتي الدولية، الأكثر ستات في الكريكيت الدولي، الأكثر تسجيلًا لثلاث مئات مزدوجة في مباريات ون دي (3)، الأكثر مئات في الكريكت (7) وأكبر عدد مشترك من المئات في مباريات توينتي توينتي إنترناشيونال (5). كما يحمل الرقم القياسي العالمي لأعلى نتيجة فردية (264) في مباراة ون دي إنترناشيونال، ويحمل أيضًا الرقم القياسي لتسجيل أكبر عدد من المئات (خمسة) في مباراة واحدة، والتي حصد عنها جائزة لاعب الكريكيت لهذا العام قي عام 2019. وهو أول قائد و الوحيد الذي قاد فريقًا في جميع النهائيات الكبرى للبطولات الدولية.
يلعب مع مومباي إنديانز وفريق مومباي في الدوري الهندي الممتاز والكريكيت المحلي على التوالي. وقد كان قائدًا سابقًا لفريق مومباي إنديانز، وفاز الفريق تحت قيادته بخمسة ألقاب في الدوري الهندي الممتاز أعوام 2013، 2015، 2017، 2019 و2020، مما يجعله أنجح قائد في تاريخ الدوري، متقاسمًا هذا الرقم القياسي مع ماهيندرا دوني. وهو أيضًا واحد من لاعبين فقط شاركا في كل نسخة من كأس العالم للكريكيت T20، من النسخة الأولى في 2007 وحتى النسخة الأخيرة في 2024. وهو اللاعب الهندي الوحيد الذي فاز ببطولتين لكأس العالم T20، كما أنه ثاني قائد هندي يحقق هذا اللقب.
حصل على وسامين وطنيين، هما جائزة أرجونا عام 2015 وجائزة خيل راتنا المرموقة عام 2020 من حكومة الهند. تحت قيادته، فازت الهند ببطولة كأس آسيا 2018 وكأس آسيا 2023، وهي المرات السابعة والثامنة التي تفوز فيها البلاد باللقب، وكلتاهما بصيغة ODI، بالإضافة إلى كأس نيدهاس 2018، وهي المرة الثانية التي تفوز بها الهند بشكل عام والأولى بصيغة T20I.

## الحياة المبكرة
وُلِدَ روهيت شرما في 30 أبريل 1987 في عائلة تتحدث اللغة التيلوغوية-اللغة المراثية–في بانسود، ناغبور، مهاراشترة، الهند.  
والدته، بورنيما شرما، من فيساخاباتنام، أندرا برديش.  
والده، جورونات شرما، عمل كحارس مخزن لشركة نقل. نشأ شرما لدى جديه وأعمامه في بوريفالي بسبب الدخل المنخفض لوالده. وكان يزور والديه، الذين يعيشان في منزل بغرفة واحدة في دومبيفلي، فقط في عطلات نهاية الأسبوع.  
لديه أخ أصغر اسمه فيشال شرما.
انضم شرما إلى معسكر كريكت في عام 1999 بأموال من عمه. طلب منه مدربه في المعسكر، دينش لاد، تغيير مدرسته إلى مدرسة سوامي فيفيكاناند الدولية حيث كان لاد مدربًا وكانت مرافق الكريكت فيها أفضل من مدرسته القديمة. يذكر شرما: "قلت له أنني لا أستطيع تحمل ذلك، لكنه حصل لي على منحة دراسية. لذلك لم أدفع قرشًا واحدًا لمدة أربع سنوات، وأديت جيدًا في الكريكت".  
بدأ شرما كلاعب دوار خارجي يمكنه اللعب قليلاً بالهجوم قبل أن يلاحظ لاد قدراته في الضرب ويرقيه من المركز الثامن ليبدأ المباراة كلاعب افتتاحي. تفوق في بطولات هاريس وجايلز شيلد المدرسية للكريكت، محققًا قرشية في ظهوره الأول كلاعب افتتاحي.

## الحياة الشخصية

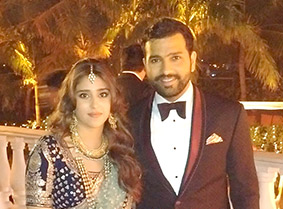
شرما وريتيكا ساجد خلال زفافهما

تزوج شرما من حبيبته منذ زمن طويل، ريتكا ساجد، في 13 ديسمبر 2015، وقد تعرف عليها لأول مرة في عام 2008. ورحبا بطفلهما الأول، فتاة تدعى سميرة، وُلدت في 30 ديسمبر 2018.  
يمارس شرما تقنية التأمل سهاج مارج.  
ورحبا روهيت وريتكا بولدهما الثاني، وهو ولد يُدعى أهان، في 15 نوفمبر 2024.يتبع شرما نظامًا غذائيًا المعتمد على الألبان والبيض.

### الرعايات التجارية
يحظى شرما برعاية عدة علامات تجارية منها سيت وصانع الساعات هوبلو السويسري.  
في مسيرته، رعى شرما العديد من العلامات الأخرى منها ماجي، غلو & لوفلي، ليز، نيسان موتورز، مشروب الطاقة ريلنتليس، بخاخ الأنف ناسيفيون، الطبقة الأرستقراطية من صناعات كبار الشخصيات، أديداس وأوبو.

## المسيرة الشبابية
خاض شرما أول مباراة له في كريكيت قائمة أ لصالح فريق منطقة الغرب ضد فريق وسط المنطقة في الكريكيت|منطقة الوسط في كأس ديودهار على ملعب جيواليور في مارس 2005. ولعب ضاربًا في المركز الثامن وسجل 31 دون خسارة، فيما فاز فريق الغرب بالمباراة بفارق 3 ويكيت ومع تبقي 24 كرة. شارك تشيتشوار بوجارا ورافيندرا جاديجا لأول مرة أيضًا في نفس المباراة. كانت الأدوار التي لعبها شرما دون خسارة وسجل فيها 142 من 123 كرة ضد فريق منطقة الشمال على ملعب كلية ماهارانّا بوبال في أودايبور ضمن نفس البطولة، هي ما لفتت الأنظار إليه. زار أبو ظبي وأستراليا مع منتخب الهند (أ) ثم أُدرج اسمه ضمن قائمة أولية مكونة من 30 لاعبًا مرشحًا للانضمام إلى المنتخب الهندي المشارك في دوري أبطال الكريكيت، لكنه لم ينضم إلى التشكيلة النهائية.
خاض شرما أولى مبارياته في الدرجة الأولى لصالح الهند (أ) ضد نيوزيلندا (أ) في داروين في يوليو 2006. سجل 57 و22 نقطة وفازت الهند بالمباراة بفارق 3 ويكيت. خاض أول مباراة له في كأس رانجي لصالح فريق مومباي في موسم 2006–07 وسجل 205 نقطة من أصل 267 كرة ضد فريق غوجارات. وواصل فريق مومباي طريقه ليفوز بالبطولة، حيث سجل شرما نصف قرن (57 نقطة) في الأدوار الثانية من المباراة النهائية ضد فريق البنغال.
أمضى شرما مسيرته بالكامل في الدرجة الأولى المحلية مع مومباي. في ديسمبر 2009، حقق أعلى نقاط في مسيرته بـ309 نقطة دون خسارة في كأس رانجي ضد غوجارات. وفي أكتوبر 2013، وبعد اعتزال أجيت أغركار، عُيّن قائد (كريكت) لفريق مومباي في موسم 2013–14.

## المسيرة الدولية
| الخصم         | الاختبار | اليوم الواحد | T20I | الإجمالي |
| ------------- | -------- | ------------ | ---- | -------- |
| أفغانستان     | –        | 1            | 1    | 2        |
| أستراليا      | 1        | 8            | –    | 9        |
| بنغلاديش      | –        | 3            | –    | 3        |
| إنجلترا       | 4        | 3            | 1    | 8        |
| نيوزيلندا     | –        | 2            | –    | 2        |
| باكستان       | –        | 2            | –    | 2        |
| جنوب إفريقيا  | 3        | 3            | 1    | 7        |
| سريلانكا      | 1        | 6            | 1    | 8        |
| الهند الغربية | 3        | 3            | 1    | 7        |
| زيمبابوي      | –        | 1            | –    | 1        |
| الإجمالي      | 12       | 32           | 5    | 49       |

### مباريات الاختبار
في نوفمبر 2013، خلال سلسلة وداع ساشين تندولكار، خاض شرما أول مباراة كريكت اختبارية له في حدائق إيدن في كولكاتا ضد منتخب الهند الغربية للكريكت وسجّل 177 نقطة، وهو ثاني أعلى مجموع نقاط للاعب هندي في أول مباراة بعد شيخار دهاوان (187). تبعها بـ111 نقطة (دون خسارة) في الاختبار الثاني على ملعبه، وانكهيده في مومباي.
وبعد غياب عن فريق الاختبار منذ موسم 2017–18، انضم شرما مجددًا لمنتخب الهند بعدما استُدعي. صرّح رئيس لجنة الانتقاء إم. إس. كيه. براساد أن السبب وراء استدعائه هو أن أسلوب لعبه الطبيعي مناسب لأرضيات أستراليا المرتدة. شارك شرما في الاختبار الأول في أديلايد، وسجّل 37 و1 نقطة في مباراة فاز بها المنتخب الهندي. وخلال هذا اللقاء، تعرّض لإصابة طفيفة جعلته يغيب عن الاختبار الثاني في استاد بيرث. تعافى ولعب في الاختبار الثالث الذي صادف يوم الصناديق في ملعب ملبورن للكريكيت وسجّل 63 نقطة (دون خسارة) ليساهم في تسجيل الهند 443/7 والفوز بالمباراة والسلسلة. بعد هذا اللقاء، عاد شرما إلى الهند لحضور ولادة ابنته.
في أكتوبر 2019، في الاختبار الثالث ضد جنوب أفريقيا، سجّل شرما نقطته رقم 2000 في الكريكت الاختباري وحقق أول قرن مزدوج له، إذ سجّل 212 نقطة في الشوط الأول من المباراة. تم تعيين شرما نائبًا لقائد المنتخب الهندي في مباريات الاختبار خلال الهند، خلفًا لتشيتشوار بوجارا.
خاض شرما سلسلة ناجحة على أرضه ضد إنجلترا في 2021. وكان له دور حاسم في عودة فريقه بعد الخسارة في الاختبار الأول في تشيناي، حيث سجّل قرنًا وصفته صحيفة الغارديان بأنه "يستحق أن يُعتبر من أعظم قرون هذا القرن." شارك في شراكة بـ167 نقطة مع أجينيكا راهاني للويكيت الرابع خلال تسجيله 161 نقطة في شوط تضمن 18 ضربة رباعية وضربتين سداسيتين. فازت الهند بالمباراة بفارق 317 نقطة. وكان الأعلى تسجيلًا لفريقه في كلا الشوطين من الاختبار الثالث في ملعب ناريندرا مودي بنتيجة 66 و25 نقطة، ليساهم في فوز فريقه. أنهى شرما السلسلة بمجموع 345 نقطة، الأعلى في الفريق الهندي، بمتوسط 58. وفي 4 سبتمبر 2021، سجّل أول قرن اختبار خارج الأرض بـ127 نقطة ضد إنجلترا في ذا أوفال، كما وصل إلى 3,000 نقطة في الكريكت الاختباري.
في وقت لاحق، تم تعيينه قائدًا لفريق الهند في اختبار الكريكت في فبراير 2022، خلفًا لفيرات كوهلي، قبيل سلسلة من مباراتين ضد منتخب سريلانكا للكريكت. وقد أشاد سونيل غافاسكار بقيادته، وصرّح تشيتان شرما، رئيس لجنة اختيار اللاعبين في الهند، قائلًا: "سوف نُعدّ قادة المستقبل تحت قيادته".
شهد أداءه بالضربات تراجعًا كبيرًا خلال موسم 2024–25. كما تعرضت قيادته لانتقادات واسعة عقب الهزيمة على أرضه أمام نيوزيلندا بثلاث مباريات دون رد، والتي كانت أول سلسلة خسارة للهند في اختبارات الكريكت على أرضها منذ 12 عامًا، بالإضافة إلى الأداء المتواضع أمام الهند بعد ذلك. وخلال آخر ثماني مباريات اختبارية له، سجّل نصف قرن واحد فقط، بمتوسط بلغ 10.93. وفي 7 مايو 2025، قبيل مواجهة الهند، أعلن اعتزاله الكريكت في صيغة الاختبار. وقد أنهى مسيرته في الاختبارات بعد أن خاض 61 مباراة وسجّل 4,301 ركضة بمتوسط بلغ 40.57. أما خلال 24 اختبارًا كقائد، فقد فازت الهند في 12، وخسرت 9، وتعادلت في 3.

### كأس العالم للكريكيت 2015 و2019 و2023

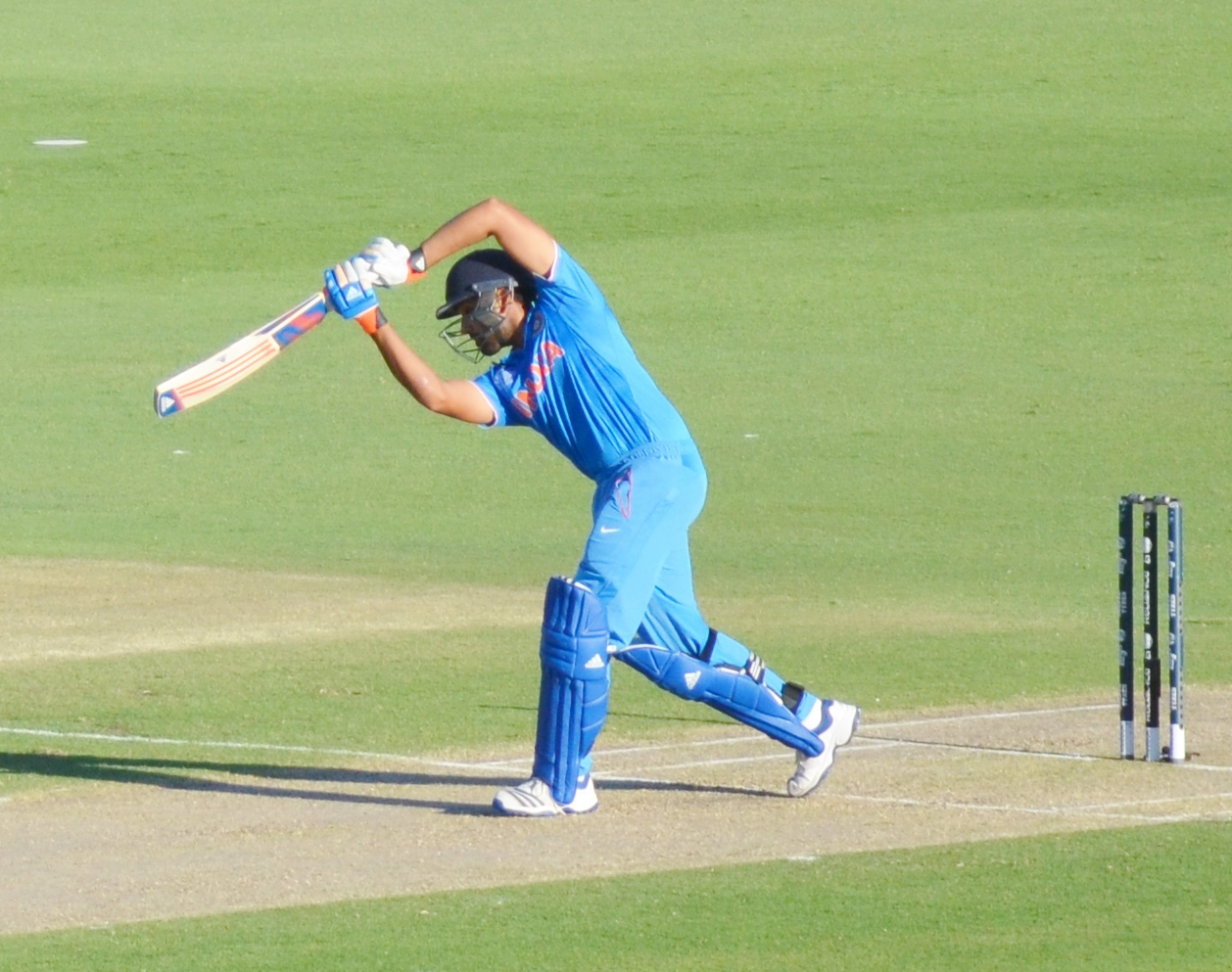
شرما خلال كأس العالم للكريكيت 2015 في أستراليا

في مارس 2015، شارك شرما لأول مرة في كأس العالم للكريكيت، ولعب ثماني مباريات لصالح الهند في كأس العالم للكريكيت 2015 التي أُقيمت في أستراليا. وصلت الهند إلى الدور نصف النهائي حيث هُزمت أمام منتخب أستراليا. سجل شرما 330 نقطة في البطولة، منها قرن واحد، إذ أحرز 137 نقطة في مباراة ربع النهائي ضد منتخب بنغلادش.
في 15 أبريل 2019، عُيّن شرما نائبًا لقائد المنتخب الهندي في كأس العالم للكريكيت 2019 التي أُقيمت في إنجلترا. في المباراة الافتتاحية ضد منتخب جنوب إفريقيا، سجل 122 نقطة، متجاوزًا حاجز 12,000 نقطة في الكريكيت الدولي. تبع ذلك بتسجيل قرون ضد باكستان، وإنجلترا، وبنغلادش. وفي المباراة ضد سريلانكا، أحرز قرنًا آخر، ليصبح أول ضارب يحرز خمسة قرون في بطولة كأس عالم واحدة، ومعادلًا بذلك رقم تندولكار في عدد القرون (6) في جميع بطولات كأس العالم. أنهى شرما البطولة برصيد 648 نقطة، ليصبح الهداف الأعلى ويحصل على جائزة كأس العالم للكريكت من المجلس الدولي للكريكيت، ليكون ثالث لاعب هندي يحقق هذا الإنجاز.
في 8 أكتوبر 2023، خلال كأس العالم للكريكت، تولى شرما مسؤوليات قيادة الفريق الهندي في مباراة ضد أستراليا. كانت هذه اللحظة مميزة كونها أول مرة يقود فيها المنتخب الهندي في كأس العالم للكريكت. وما زاد من خصوصية هذه المناسبة أنه أصبح في ذلك الوقت أكبر لاعب سنًا يقود الهند في البطولة، ما يعكس نضجه وخبرته في رياضة الكريكيت.
في 11 أكتوبر 2023، وخلال مباراة ضد منتخب أفغانستان للكريكت في كأس العالم للكريكت 2023، حقق شرما إنجازًا بارزًا بتجاوزه رقم ساشين تندولكار القياسي في عدد القرون في تاريخ كأس العالم. حيث سجل قرنه السابع، محطمًا الرقم القياسي خلال هذه البطولة.

### مباريات دولية أخرى ليوم واحد
خاض شرما أول مباراة دولية كاملة له في مباراة ليوم واحد ضد منتخب أيرلندا للكريكت في بلفاست بتاريخ 23 يونيو 2007. وكانت هذه المباراة جزءًا من كأس المستقبل 2007 والتي شارك فيها أيضًا منتخب جنوب إفريقيا للكريكت. كان ترتيبه السابع في ترتيب الضرب، لكنه لم يضرب الكرة حيث فازت الهند بالمباراة بتسعة ويكيت.
سجّل أول نصف قرن له في مباريات اليوم الواحد (52) ضد باكستان في جايبور بتاريخ 18 نوفمبر 2007، وتم اختياره ضمن تشكيلة المنتخب الهندي المتوجه إلى دورة بنك الكومنولث 2007–08 في أستراليا. خلال تلك الدورة، سجّل 235 نقطة بمعدل 33.57 مع نصف قرنين، بما في ذلك 66 نقطة في النهائي الأول في سيدني حينما شارك ساشين تندولكار في معظم مراحل مطاردة الهند الناجحة للنقاط. ومع ذلك، تراجعت أداؤه في مباريات اليوم الواحد بعد ذلك، وفقد مركزه في منتصف الترتيب لصالح سوراش راينا. وفي وقت لاحق، أخذ فيرات كوهلي مكانه كلاعب احتياطي. في ديسمبر 2009، وبعد تحقيقه لثلاث مئات في بطولة رانجي، تم استدعاؤه مجددًا لفريق اليوم الواحد للمشاركة في دورة ثلاثية في بنغلاديش، حيث قرر تندولكار الراحة خلال هذه الدورة.
سجّل أول قرن له في مباريات اليوم الواحد (114 نقطة) ضد منتخب زمبابوي للكريكت في 28 مايو 2010، وتبعه بقرن آخر في المباراة التالية من الدورة الثلاثية ضد منتخب سريلانكا للكريكت في 30 مايو 2010، مسجلًا 101 نقطة دون أن يُخرج. لكنه مرّ بفترة من سوء الأداء في جنوب إفريقيا قبيل كأس العالم للكريكت 2011، ونتيجة لذلك تم استبعاده من تشكيلة الهند للبطولة.
تم استدعاء شرما مجددًا إلى تشكيلة الهند لمباريات اليوم الواحد في الهند في يونيو ويوليو 2011. في المباراة الأولى على ملعب كوينز بارك البيضاوي، سجّل 68 نقطة (دون أن يُخرج) من 75 كرة، بما في ذلك ثلاث حدود وستة. وفي المباراة الثالثة على ملعب السير فيفيان ريتشاردز في أنتيغوا، سجّل 86 نقطة حاسمة من 91 كرة بعد أن كانت الهند قد خسرت 6 لاعبين مقابل 92 نقطة فقط.
شهد عام 2012 تراجعًا كبيرًا في مستواه، حيث لم يسجل سوى 168 نقطة طوال العام بمعدل منخفض جدًا بلغ 12.92 ونصف قرن واحد فقط. ومع ذلك، أبدى القائد ماهيندرا دوني ثقته به، وتم إحياء مسيرته في عام 2013. قرر دوني نقله إلى بداية ترتيب الضرب ليضرب إلى جانب شيخار دهاوان في بطولة أبطال الكريكت 2013. ونجحت هذه الشراكة، وفازت الهند بالبطولة بعد أن هزمت منتخب إنجلترا للكريكت المُضيف في النهائي.
استمر أداؤه الجيد، وفي وقت لاحق من العام ضد أستراليا، سجل 141 (دون أن يُهزم) في جايبور. تبع ذلك بتسجيل 209 من 158 كرة في بنغالور، وسجل حينها رقمًا قياسيًا عالميًا لعدد الستات الأعلى (16) في مباراة واحدة دولية من نوع اليوم الواحد (وقد كُسر لاحقًا بواسطة إوين مورغان من إنجلترا الذي سجل 17 ستة). في 13 نوفمبر 2014، وأثناء اللعب ضد سريلانكا على ملعب إيدن غاردنز في كولكاتا، حطم شرما الرقم القياسي العالمي لأعلى نتيجة في مباراة دولية من نوع اليوم الواحد بتسجيله 264 من 173 كرة.
في ديسمبر 2017، تم إراحة قائد الهند فيرات كوهلي عن السلسلة ضد سريلانكا استعدادًا للهند، والتي بدأت في الأسبوع الأول من يناير 2018. وعيّن شرما قائدًا للفريق في مكانه، وفازت الهند تحت قيادته بالسلسلة 2–1، وهو الفوز الثامن على التوالي في سلسلة مباريات من نوع اليوم الواحد منذ الهند. كما سجل شرما ثالث قرن مزدوج له في مباريات اليوم الواحد بهذه السلسلة، مسجلًا 208 (دون أن يُهزم)، ليعزز رقمه القياسي كأكثر اللاعبين تسجيلًا لقرون مزدوجة في هذا النوع من المباريات.
في سبتمبر 2018، وفي ظل غياب العديد من اللاعبين الأساسيين بمن فيهم القائد المعتاد فيرات كوهلي، قاد شرما الهند للفوز بكأس آسيا 2018، حيث هزموا بنغلاديش في النهائي.
في 12 يناير 2019، وفي المباراة الافتتاحية ضد أستراليا على ملعب الكريكيت في سيدني، سجل شرما 133 نقطة، لكنها لم تكن كافية حيث خسرت الهند بفارق 34 نقطة. وكان هذا القرن الثاني والعشرين له في مباريات اليوم الواحد. في دلهي يوم 13 مارس 2019، في المباراة الخامسة والأخيرة من سلسلة محلية ضد أستراليا، سجل شرما 56 نقطة، وتجاوز خلالها حاجز 8000 نقطة في مباريات اليوم الواحد. وكانت هذه هي ضربة المضرب رقم 200 له. في عام 2019، سجل أكبر عدد من النقاط في مباريات اليوم الواحد لأي ضارب مضرب، برصيد 1,490 نقطة في السنة التقويمية، بما في ذلك 7 قرون.
في نوفمبر 2020، رُشح شرما لجائزة أفضل لاعب في مباريات اليوم الواحد لعقد كامل من قبل المجلس الدولي للكريكيت.
في يوليو 2022، أصبح شرما أول قائد هندي يقود فريقه للفوز بسلسلة في كل من T20I وODI في إنجلترا. كما أصبح ثالث قائد هندي يفوز بسلسلة ODI في إنجلترا، والأول منذ عام 2014.
في فبراير 2025، في بطولة دوري أبطال الكريكيت التابعة للمجلس الدولي، وفي مباراة ضمن دور المجموعات ضد بنغلاديش، أصبح روهيت شرما ثاني أسرع لاعب يصل إلى 11,000 نقطة في مباريات اليوم الواحد. حقق هذا الإنجاز في 261 ضربة مضرب، خلف فيرات كوهلي فقط، الذي حقق ذلك في 222 ضربة مضرب.

### مباريات العشرينيات الدولية

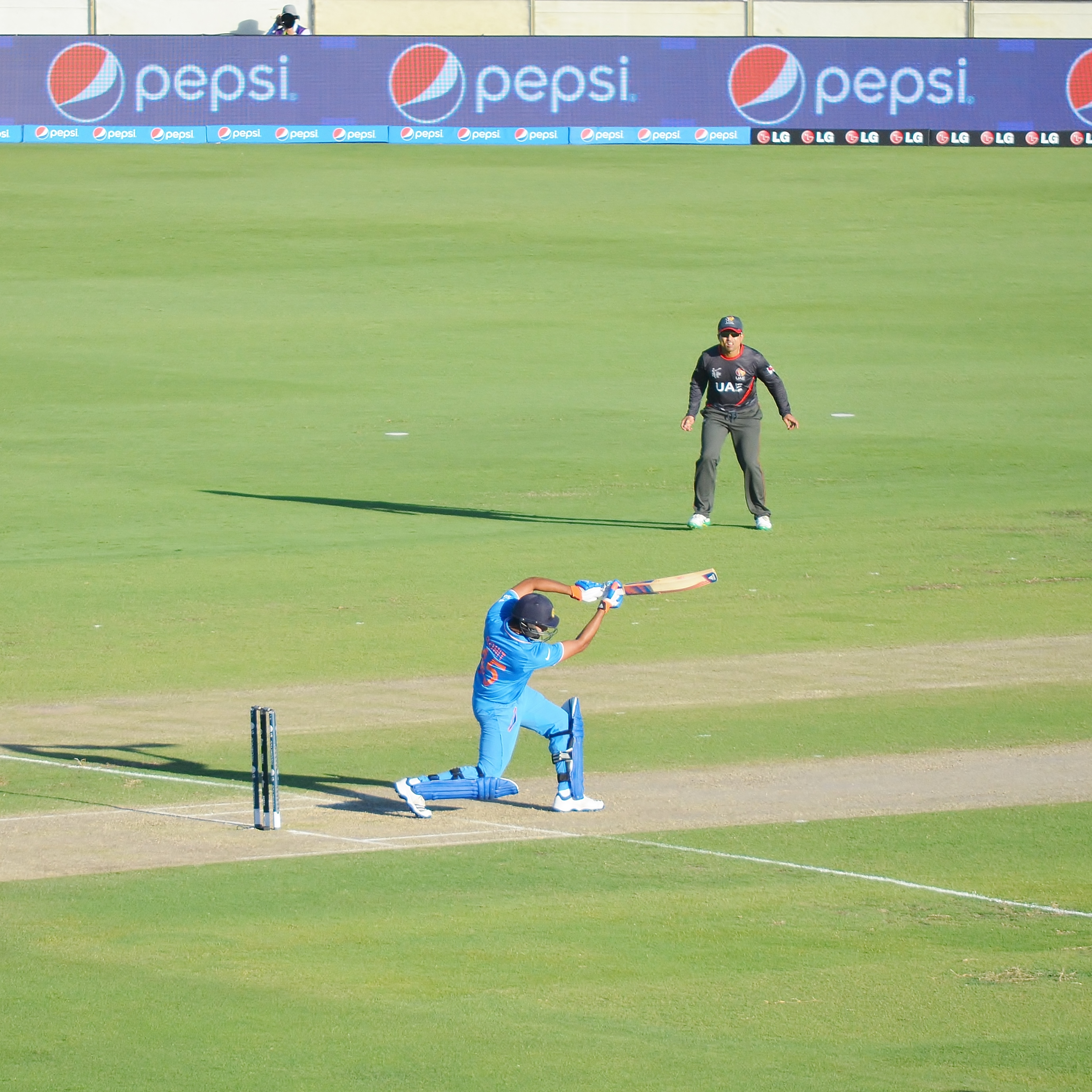
شرما يسدد كرة ستة

تم ضم شرما إلى تشكيلة المنتخب الهندي في بطولة العالم 2007 لعشرينيات الكريكيت، وأثبت جدارته بتسجيله 50 نقطة دون خسارة من 40 كرة ضد أصحاب الأرض جنوب أفريقيا في مباراة لا بد من الفوز بها ضمن دور السوبر الثمانية. مكّن هذا الأداء الهند من الفوز بالمباراة بفارق 37 نقطة، وواصلت الهند لاحقًا الفوز على باكستان في النهائي، حيث سجل شرما 30 نقطة (دون خسارة) من 16 كرة.
في 2 أكتوبر 2015، خلال جولة جنوب أفريقيا في الهند، سجل شرما 106 نقطة في أول مباراة العشرينيات دولية على ملعب جمعية هيماشال براديش للكريكيت في دارامشالا. وبهذا أصبح ثاني لاعب كريكيت هندي يسجل قرونًا في جميع صيغ الكريكيت الدولية الثلاث.
في ديسمبر 2017، خلال سلسلة ضد سريلانكا، سجل شرما أسرع قرن في T20I (مشتركًا) في 35 كرة، وأنهى المباراة برصيد 118 من 43 كرة، معادلًا رقم ديفيد ميلر (لاعب كريكت جنوب إفريقي). وكان هذا أيضًا ثاني قرن له في مباريات العشرينيات الدولية.
في 8 يوليو 2018، خلال الهند، أصبح شرما ثاني ضارب هندي، بعد فيرات كوهلي، يسجل 2000 نقطة في مسيرته في مباريات العشرينيات الدولية. وكان خامس ضارب في العالم يحقق هذا الإنجاز؛ أما الآخرون بجانب كوهلي فكانوا بريندون مكولوم، مارتن جبتل وشعيب مالك. كما سجل ثالث قرن له في T20I خلال هذه السلسلة، معادلًا الرقم القياسي حينها لعدد قرون T20I، والذي كان بحوزة كولن مونرو.
في مارس 2018، قاد شرما منتخب الهند للفوز بكأس نيداهاس تحت قيادته. في نوفمبر 2018، خلال سلسلة ضد جزر الهند الغربية، سجل رابع قرن له في T20I، محققًا رقمًا قياسيًا جديدًا لأكثر عدد من القرون يسجله لاعب في مباريات T20I الدولية.
في نوفمبر 2019، في مباراة افتتاحية السلسلة ضد بنغلاديش، أصبح شرما أكثر لاعبي الكريكيت مشاركةً مع الهند في مباريات العشرينيات الدولية، حيث لعب مباراته رقم 99. في المباراة التالية من السلسلة، أصبح أول لاعب كريكيت هندي رجُل يلعب 100 مباراة في العشرينيات الدولية.
في نوفمبر 2020، تم ترشيح شرما لجائزة أفضل لاعب العشرينيات دولي للرجال في العقد.
في يوليو 2022، أصبح شرما أول قائد في تاريخ مباريات العشرينيات الدولية يقود فريقه لتحقيق 14 انتصارًا متتاليًا.
بمشاركته في كأس العالم العشرينيات للرجال 2022 في أستراليا، أصبح شرما اللاعب الهندي الوحيد الذي شارك في كل نسخ البطولة منذ انطلاقها عام 2007.
في 27 أكتوبر 2022، حطم شرما رقم يوفراج سينغ لأكثر الضربات الستية التي سجلها لاعب هندي في بطولات كأس العالم Twenty20، بضربه الستة الرابعة والثلاثين ضد منتخب هولندا للكريكت في ملعب سيدني للكريكت.
في مايو 2024، تم تعيينه قائدًا في تشكيلة الهند لبطولة كأس العالم العشرينيات للرجال 2024. في يونيو 2024، خلال مباراة ضد أيرلندا، حقق إنجاز تسجيل 600 ضربة ستية في مباريات الكريكيت الدولية بجميع الصيغ. في 29 يونيو 2024، قاد شرما الهند للفوز بكأس العالم العشرينيات 2024 بعد تغلبهم على جنوب أفريقيا في النهائي. في المؤتمر الصحفي بعد المباراة عقب فوز كأس العالم العشرينيات، أعلن شرما اعتزاله مباريات العشرينيات الدولية، مع تأكيد استمراره في تمثيل الهند في مباريات ون دي إنترناشيونال والاختبارات.

## المسيرة الاحترافية
انضم روهيت شرما إلى دوري الهند الممتاز في 2008 حين تم توقيعه مع فريق ديكان تشارجرز، الذي يتخذ من حيدر آباد مقرًا له، مقابل مبلغ 750,000 دولار أمريكي سنويًا. في مزاد 2011، تم بيعه بمبلغ 2 مليون دولار إلى فريق مومباي إنديانز. سجل قرنه الأول في دوري الهند الممتاز خلال موسم 2012 حيث حقق 109* نقطة دون خروج من 60 كرة ضد فريق كلكتا نايت رايدرز. في موسم 2015، فشل في تحقيق قرنه بفارق نقطتين فقط حيث سجل 98* نقطة دون خروج من 65 كرة في المباراة الأولى من الموسم ضد كلكتا نايت رايدرز، ولكنها كانت خسارة. ومرة أخرى في موسم 2018، فشل في تسجيل قرنه بعدما سجل 94 نقطة من 52 كرة ضد فريق رويال تشالنجرز بنغالور في فوز بفارق 46 نقطة. ثم سجل قرنه الثاني في دوري 2024 حيث حقق 105* نقطة دون خروج من 63 كرة ضد منافسه التقليدي تشيناي سوبر كينغز، لكنه جاء في مباراة خسارة، وكانت هذه قرنه الأولى بعد 12 عامًا طويلة.
تحت قيادته، فاز مومباي إنديانز بدوري الهند الممتاز في أعوام 2013، 2015، 2017، 2019 و2020؛ كما فازوا أيضًا ببطولة دوري الأبطال عشرين عشرين السابقة في 2013.
يُعد شرما من أنجح اللاعبين كقائد في IPL منذ 2013 مع فريق مومباي إنديانز، الذي فاز بالبطولة خمس مرات تحت قيادته. قاد مومباي إنديانز في 158 مباراة محققًا 87 انتصارًا، مما يجعله ثاني أنجح قائد في تاريخ IPL بعد ماهيندرا دوني الذي حقق 136 انتصارًا. وهو واحد من سبعة لاعبين سجلوا أكثر من 5,000 نقطة في البطولة. حيث سجل 7,046 نقطة مع قرنين و47 نصف قرن، وهو ثاني أعلى هداف بعد فيرات كوهلي (8,661). في 2024، تم إقالته من منصب القائد لصالح هارديك بانديا، وهو اللاعب الجديد الذي تم التعاقد معه. أثار هذا جدلاً واسعًا بين الجماهير وشعر الكثيرون بخيبة أمل لعدم إعادة تعيين شرما كقائد.

## إحصائيات المسيرة المهنية

### المسيرة الدولية
| 2007     | 6   | 149    | 52   | 2   | 0  | 49.66 | 110.37 |
| 2008     | 29  | 540    | 70*  | 3   | 0  | 24.54 | 72.87  |
| 2009     | 15  | 247    | 52*  | 1   | 0  | 22.45 | 86.97  |
| 2010     | 18  | 598    | 114  | 2   | 2  | 39.86 | 91.29  |
| 2011     | 19  | 691    | 95   | 7   | 0  | 49.35 | 86.48  |
| 2012     | 22  | 284    | 68   | 2   | 0  | 15.77 | 83.52  |
| 2013     | 34  | 1,537  | 209  | 8   | 4  | 53.00 | 76.16  |
| 2014     | 28  | 1,015  | 264  | 6   | 1  | 40.60 | 77.65  |
| 2015     | 32  | 1,269  | 150  | 7   | 4  | 40.93 | 78.62  |
| 2016     | 35  | 1,349  | 171* | 9   | 2  | 43.51 | 95.06  |
| 2017     | 33  | 1,793  | 208* | 8   | 8  | 64.03 | 100.95 |
| 2018     | 45  | 1,804  | 162  | 7   | 7  | 48.75 | 99.22  |
| 2019     | 47  | 2,442  | 212  | 10  | 10 | 53.08 | 91.28  |
| 2020     | 7   | 311    | 119  | 2   | 1  | 51.83 | 111.07 |
| 2021     | 35  | 1,420  | 161  | 9   | 2  | 43.03 | 62.69  |
| 2022     | 40  | 995    | 76*  | 6   | 0  | 27.63 | 118.73 |
| 2023     | 39  | 1,800  | 131  | 11  | 4  | 48.64 | 89.86  |
| 2024     | 40  | 1,154  | 131  | 7   | 3  | 31.18 | 86.83  |
| 2025     | 8   | 302    | 119  | 1   | 1  | 37.75 | 108.24 |
| الإجمالي | 532 | 19,700 | 264  | 108 | 49 | 42.18 | 87.26  |

## أسلوب اللعب

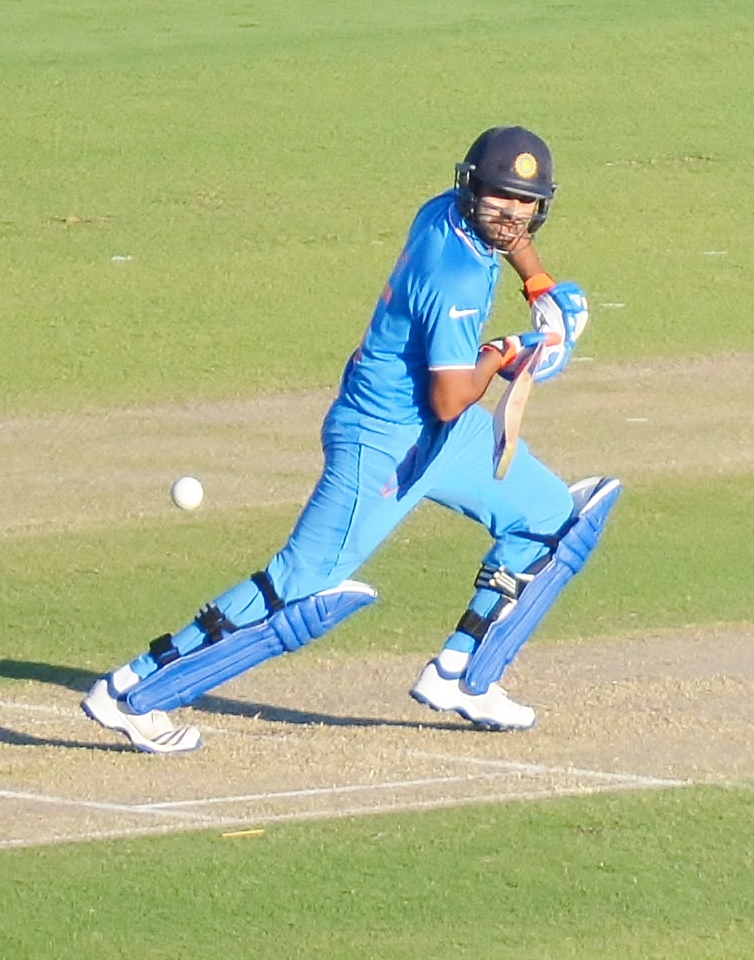
شرما يلعب ضربة "القص المتأخر" خلال كأس العالم 2015

يُعد شرما لاعب ضربات عدواني لكنه يلعب بأسلوب وأناقة. عادةً ما يكون شرما لاعب افتتاح في مباريات الكريكيت ذات الأدوار المحدودة، لكنه لعب معظم مباريات الاختبار كلاعب في وسط التشكيلة. في الكريكيت ذات الأدوار المحدودة، يُعتبر شرما على نطاق واسع من بين أبرز لاعبي الضربات في هذا الشكل من اللعبة. وبفضل ضرباته الهجومية وقدرته على ضرب الستات، يُشار إليه غالبًا بلقب "هيتمان".
يعتبر سونيل غافاسكار أن أسلوب ضرب شرما مشابه لأساليب فيريندر سيواغ وفيف ريتشاردز. في عموده بصحيفة تايمز أوف إينديا في نوفمبر 2018، قال غافاسكار:
أبرز أداء في كل من سلسلة الأدوار المحدودة وسلسلة T20 كان لروهيت شرما. مثل فيريندر سيواغ قبله، هو لا يُوقف بمجرد أن يبدأ اللعب، ومثل فيرو لديه شهية لمئات كبيرة. عندما كان فيرو يخرج وهو يحاول ضرب كرة أخرى خارج الملعب، كان هناك قلق في الملعب، تمامًا كما هو الحال عندما يخرج روهيت بضربة تبدو عادية. إذا استطاع روهيت تحويل نجاحاته في الكريكيت الأبيض إلى كريكيت الكرة الحمراء، فسيكون أكثر لاعب ضربات تدميرًا في العالم بعد فيف ريتشاردز وفيريندر سيواغ.
على الرغم من أن شرما ليس لاعب رمي منتظم، إلا أنه يستطيع الرمي باليد اليمنى بطريقة لف الكرة (أوف سبين). عادةً ما يلعب في منطقة الانزلاقات (slips) وقد قال إن هذا جزء من لعبته يعمل جاهدًا على تحسينه.

## الإنجازات
سجل شرما أعلى نتيجة فردية على الإطلاق في مباراة دولية من فئة اليوم الواحد، حيث سجل 264 نقطة ضد سريلانكا في ملعب إيدن جاردنز، كولكاتا في 13 نوفمبر 2014. وهو اللاعب الوحيد الذي سجل ثلاثة مئات مزدوجة في مباريات اليوم الواحد. في يناير 2020، تم اختيار شرما كأفضل لاعب في مباريات اليوم الواحد من قبل المجلس الدولي للكريكيت (ICC). في كأس العالم للكريكيت 2019، أصبح شرما اللاعب الوحيد الذي سجل خمس مئات في نسخة واحدة من كأس العالم للكريكيت.
في 5 أكتوبر 2019، خلال مباراة اختبار ضد منتخب جنوب إفريقيا للكريكت، أصبح شرما أول لاعب يسجل مئتين في مباراتين في ظهوره الأول كلاعب افتتاحي. في نفس السلسلة، كسر رقم شيمرون هتميير لأعلى عدد من الستات في سلسلة اختبار.
في 11 أكتوبر 2023، حقق شرما إنجازًا تاريخيًا خلال مباراة كأس العالم للكريكت 2023 ضد فريق أفغانستان، عندما تخطى الرقم القياسي السابق الذي كان يحمله كريس غايل لأكثر عدد من الستات الدولية (553).
في 14 أكتوبر 2023، حقق شرما إنجازًا في عالم الكريكيت بأن أصبح أول هندي يُكمل 300 ستة في صيغة الـ 50 أفرز. وقد تحقق هذا الإنجاز خلال مباراة بين الهند وباكستان في ملعب ناريندرا مودي، أمام أكثر من 100,000 متفرج.
خلال مباراة 22 أكتوبر 2023 ضد منتخب نيوزيلندا للكريكت، أصبح شرما أول لاعب هندي يسجل 50 ستة في مباريات اليوم الواحد خلال سنة تقويمية.
في 2 أغسطس 2024، تخطى شرما رقم إوين مورغان ليصبح صاحب أكبر عدد من الستات في الكريكيت الدولي كقائد فريق.
يحمل شرما الرقم القياسي في تاريخ دوري الـ IPL كأكثر لاعب حصل على جائزة أفضل لاعب في المباراة بمجموع 19 جائزة.

## الجوائز والتكريمات

### الجوائز
| السنة | الجائزة                                   | الفئة                                    | ملاحظات                                 | المرجع  |
| ----- | ----------------------------------------- | ---------------------------------------- | --------------------------------------- | ------- |
| 2015  | جائزة أرجونا                              | الأداء المتميز في الرياضة                | ثاني أعلى تكريم رياضي                   | [ 144 ] |
| 2019  | جوائز المجلس الدولي للكريكيت السادسة عشرة | أفضل لاعب كريكيت في مباريات اليوم الواحد | أفضل لاعب في مباريات اليوم الواحد للسنة | [ 145 ] |
| 2020  | جائزة خيل راتنا                           | الإنجازات البارزة في الرياضة             | أعلى تكريم رياضي                        | [ 146 ] |

### التكريمات
| السنة | الجائزة                                   | الفئة                              | ملاحظات           | المرجع  |
| ----- | ----------------------------------------- | ---------------------------------- | ----------------- | ------- |
| 2014  | جوائز المجلس الدولي للكريكيت الحادية عشرة | فريق السنة في مباريات اليوم الواحد | اللاعب الثاني عشر | [ 147 ] |
| 2016  | جوائز المجلس الدولي للكريكيت الثالثة عشرة | فريق السنة في مباريات اليوم الواحد |                   | [ 148 ] |
| 2017  | جوائز المجلس الدولي للكريكيت الرابعة عشرة | فريق السنة في مباريات اليوم الواحد |                   | [ 149 ] |
| 2018  | جوائز المجلس الدولي للكريكيت الخامسة عشرة | فريق السنة في مباريات اليوم الواحد |                   | [ 150 ] |
| 2019  | جوائز المجلس الدولي للكريكيت السادسة عشرة | فريق السنة في مباريات اليوم الواحد |                   |         |
| 2020  | جوائز المجلس الدولي للكريكيت للعقد        | فريق السنة في مباريات اليوم الواحد | للفترة 2011–2020  | [ 151 ] |
| 2020  | جوائز المجلس الدولي للكريكيت للعقد        | فريق السنة في الت20 الدولي         | للفترة 2011–2020  | [ 151 ] |
| 2021  | جوائز المجلس الدولي للكريكيت السابعة عشرة | فريق السنة في مباريات الاختبار     |                   | [ 152 ] |
| 2023  | جوائز المجلس الدولي للكريكيت التاسعة عشرة | فريق السنة في مباريات اليوم الواحد | القائد            | [ 153 ] |
| 2024  | جوائز المجلس الدولي للكريكيت العشرون      | فريق السنة في الت20 الدولي         | القائد            | [ 154 ] |

## الظهور التلفزيوني
| السنة | العنوان                 | الدور      | ملاحظات                  | المرجع          |
| ----- | ----------------------- | ---------- | ------------------------ | --------------- |
| 2024  | عرض كابيل الهندي العظيم | ضيف / نفسه | برنامج حواري على نتفليكس | [ 155 ] [ 156 ] |

## الأعمال الخيرية
يشارك شرما في العديد من الأنشطة الخيرية، مروجًا لقضايا متنوعة مثل رعاية الحيوان، والصحة، والأطفال. وهو يُظهر دعمًا خاصًا لحماية الحيوانات، وقد دعم عددًا من المبادرات والمنظمات لتعزيز هذه القضية.
في فبراير 2015، انضم شرما إلى بيتا لدعم تعقيم القطط والكلاب المشردة. وأثناء دعمه للقضية، قال شرما: "التعقيم أمر مهم لأنني أشعر بأنه إذا تمكنا من إيقاف (أزمة الحيوانات المشردة)، فسيكون هناك تحكم في أعداد كلاب الشوارع".
في سبتمبر 2015، شارك شرما، إلى جانب ممثلي هوليوود ماثيو لوبلان وسلمى حايك، في حملة ضد الصيد غير المشروع في كينيا لإنقاذ الحيوانات البرية في أفريقيا، بما في ذلك آخر وحيد القرن الأبيض الشمالي الباقين على قيد الحياة. وعند انضمامه للحملة، قال شرما: "أنا عضو في منظمة بيتا، وعندما تم إبلاغي بهذه القضية، شعرت أن من واجبي الانضمام إلى حملة مكافحة الصيد غير المشروع. وهذا ما دفعني للمجيء إلى نيروبي. كنت منبهرًا برؤية سودان (آخر وحيد قرن أبيض شمالي) وكلاب الشمّ التي تمسك بالصيادين".
في نوفمبر 2017، أعلن شرما في مقطع فيديو على وسائل التواصل الاجتماعي أنه وافق مع متجر إلكتروني على بيع أغطية هواتف محمولة وغيرها من المنتجات التي تحمل اسمه ورقم قميصه في مباريات اليوم الواحد (45). كما قال لمتابعيه على تويتر: "جميع عائدات مشترياتكم ستذهب إلى جمعية خيرية لرعاية الحيوانات أختارها أنا".
في عام 2018، وبمناسبة "اليوم العالمي لوحيد القرن"، تم الإعلان عن شرما كسفير لوحيد القرن لدى الصندوق العالمي للطبيعة-الهند. وقد قال رافي سينغ، الرئيس التنفيذي والأمين العام للصندوق: "نرحب بانضمام روهيت إلى عائلة دبليو دبليو إف". وبعد أن قطع وعدًا بدعم الحفاظ على وحيد القرن، قال شرما: "بدأ حبي لوحيد القرن عندما سمعت لأول مرة عن سودان، آخر وحيد قرن أبيض شمالي أفريقي ذكر، والذي توفي هذا العام، مما أدى إلى الانقراض الحتمي لهذا النوع بأكمله، وقد حطم ذلك قلبي. وبينما كنت والعالم نحزن على صديقي الراحل سودان، قمت بالبحث عن أفضل طريقة للمساعدة في منع تكرار ذلك، وأفضل وسيلة أعرفها هي نشر الوعي. وبعد التواصل مع دبليو دبليو إف علمت أن 82٪ من وحيد القرن في العالم يعيشون في الهند، ويشرفني أن أكون سفير وحيد القرن لدى دبليو دبليو إف-الهند لنشر الوعي والمساهمة في حماية وبقاء وحيد القرن والمساعدة في جعل هذا العالم مكانًا أفضل لهم".

## روابط خارجية
- سيرة روهيت شرما
- روهيت شرما at ESPNcricinfo
- روهيت شرما نسخة محفوظة 22 June 2019 على موقع واي باك مشين. في ويسدن